# Poiana (gmina Negrești)
Poiana – wieś w Rumunii, w okręgu Neamț, w gminie Negrești. W 2011 roku liczyła 375 mieszkańców.